# Nouvelles Frontières
 (février 2018).
Si vous disposez d'ouvrages ou d'articles de référence ou si vous connaissez des sites web de qualité traitant du thème abordé ici, merci de compléter l'article en donnant les références utiles à sa vérifiabilité et en les liant à la section « Notes et références ».
Pour les articles homonymes, voir Nouvelle frontière.
Nouvelles Frontières est une marque de la société TUI France, filiale du voyagiste allemand TUI Group. Dirigé de mai 2011 à février 2019 par Pascal de Izaguirre, son modèle économique intègre le voyagisme, l’hôtellerie, la distribution physique et internet, et l'aérien. Cette enseigne est désormais un label (Circuits Nouvelles Frontières) au même titre que les circuits TUI, les clubs Marmara, Clubs Lookea, etc. faisant tous partie intégrante du groupe TUI FRANCE dirigé par Hans Vandeveld. 
Le groupe a opté pour une distribution multicanal matérialisée par 300 agences de voyages, un site web, ainsi que par ses enchères sur iPhone et une application sur iPad.
En complément du maillage de l’enseigne, Havas Voyages a conclu un accord stratégique avec Carlson Wagonlit Travel en juin 2010, faisant passer le nombre d’agences Havas Voyages de 170 à plus de 500.

## Historique

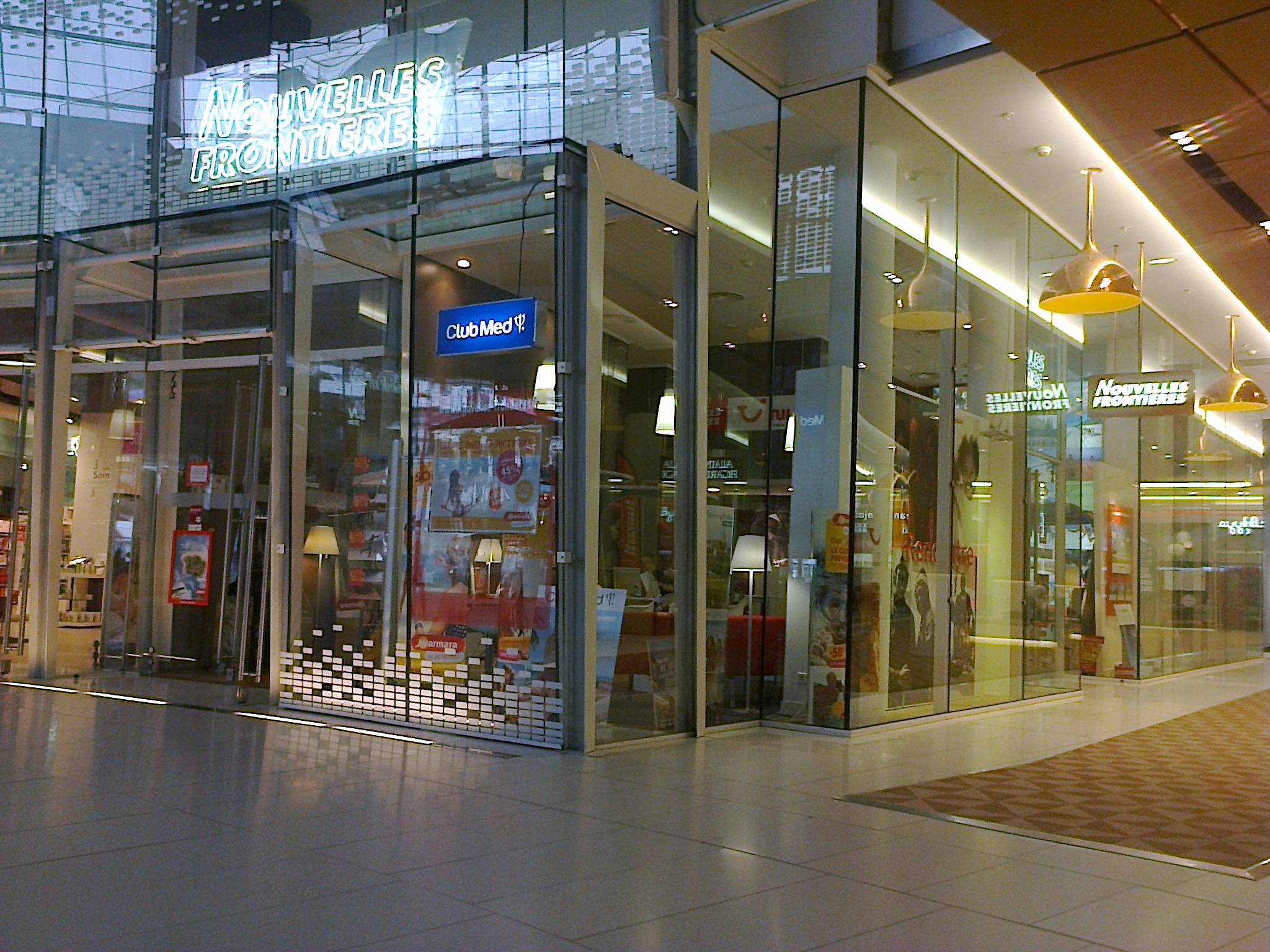
Agence Nouvelles Frontières au CNIT de La Défense

Le 2 octobre 1967, l’association Nouvelles Frontières est créée, par Jacques Maillot et surtout par François Chevalier pour démocratiser le voyage et essayer d'apporter une dimension culturelle. Une première boutique à Paris dans le 14e est créée. En 1968, l'association devient une société anonyme dont le nom évoque la démocratisation du voyage pour de nombreux Français, principalement vers les îles des DOM-TOM et la Corse. En 1970, on compte 4 000 adhérents à l’association Nouvelles Frontières. En 1972, les premières agences en province ouvrent.
En 1980, 150 000 voyageurs ont utilisé Nouvelles Frontières. En 1982, les premiers départs vers les DOM (Pointe-à-Pitre, Fort-de-France) au départ de Bruxelles sont réalisés. En 1986, Nouvelles Frontières Hôtellerie est créé et ainsi que les premiers Hôtels-Clubs Paladien. En 1988, le premier Paladien ouvre au Sénégal et un million de voyageurs ont utilisé Nouvelles Frontières.
La première collaboration avec la compagnie charter française Corse Air International est réalisée. En 1990, Nouvelles Frontières est le nouvel actionnaire de Corsair, il met en service son premier Boeing 747.
En 1995, le site Internet est créé. En 1996, la compagnie AéroLyon est créée, elle est spécialisée dans les vols charters vers les Caraïbes, l'océan Indien et l'Afrique Noire. En 1997, les enchères Nouvelles Frontières sur le Web sont lancées.
En 2000, une alliance avec TUI AG, le premier voyagiste européen, est conclue. En 2001, TUI AG rachète la société Nouvelles Frontières à Jacques Maillot qui est très endetté (sa participation est évaluée à 150 millions d'euros[réf. nécessaire]). La même année, l'ouverture des Paladien et le déploiement d’agences se poursuivent. En 2003, l’entité « groupe Nouvelles Frontières » est créé. La marque TUI France est lancée. En 2005, la marque Havas Voyages est rachetée. Le groupe Nouvelles Frontières s'installe à Montreuil. En 2007, la fusion de First Choice et des entités touristiques de TUI AG, créée TUI Travel, le groupe Nouvelles Frontières en devient une filiale. La même année les Hôtels-Clubs Koudou sont lancés. Corsair devient Corsairfly et ouvre des lignes régulières sur Mayotte, Nosy Bé, Cuba et la République dominicaine. 
En 2010, un accord stratégique entre le Groupe Nouvelles Frontières et Carlson Wagonlit Travel France sur l'enseigne Havas Voyages est signé. 
En 2012, le groupe voyagiste germano-britannique TUI fusionne ses filiales françaises Nouvelles Frontières, Marmara, Tourinter, Aventuria en une seule entité regroupée sous le nom de TUI France. La Brigade Financière enquête à la suite de soupçons de manipulations des comptes par l'ancienne équipe dirigeante. La direction de la nouvelle entité annonce la mise en place d'un plan de suppression de 450 postes, soit environ 1/3 des effectifs.